# Мессинг, Вольф Григорьевич
Вольф Григо́рьевич (Ге́ршкович) Ме́ссинг (пол. Wolf Messing, идиш וואלף מעסינג‎; 10 сентября 1899, Гура-Кальвария, Варшавская губерния, Российская империя — 8 ноября 1974, Москва, СССР) — советский эстрадный артист (менталист), выступавший с психологическими опытами «по чтению мыслей» зрителей; заслуженный артист РСФСР (1971).

## Биография
Родился 10 сентября 1899 года в Гуре-Кальварии (Гроецкий уезд, Варшавская губерния Российской империи) в еврейской семье.
В юности участвовал в номерах иллюзионистов в польских бродячих цирках. Затем освоил «эстрадную телепатию» (т. н. «контакты через руку»). В интервью П. Орешкину Мессинг таким образом описывал свои выступления:

…Это не чтение мыслей, а, если так можно выразиться, «чтение мускулов»… Когда человек напряжённо думает о чём-либо, клетки головного мозга передают импульсы всем мышцам организма. Их движения, незаметные простому глазу, мною легко воспринимаются. …Я часто выполняю мысленные задания без непосредственного контакта с индуктором. Здесь указателем мне может служить частота дыхания индуктора, биение его пульса, тембр голоса, характер походки и т. д.
— 
Аналогично объяснял методику Мессинга и член-корреспондент Академии медицинских наук СССР Д. А. Бирюков, руководитель медицинского института, в котором артист демонстрировал своё умение.
Данное утверждение Мессинга было подтверждено и Юрием Горным при воспроизведении ряда опытов Мессинга, в том числе в усложнённом виде.
В 1939 году после начала Второй мировой войны бежал в Советский Союз, где начал выступать с «чтением мыслей», сначала в составе агитбригад, затем с индивидуальными концертами от Госконцерта. Выступал в качестве иллюзиониста в советском цирке.
Все родственники, включая отца и братьев, погибли в Майданеке и в варшавском гетто.
Во время Великой Отечественной войны на средства артиста Мессинга были построены два истребителя. Первый истребитель марки Як-7, построенный в Новосибирске, был приобретён Вольфом Мессингом в 1944 году специально для старшего лейтенанта Константина Ковалёва после того, как он прочитал приказ о присвоении лётчику-асу звания Героя Советского Союза. На фюзеляже самолёта была сделана надпись: «Подарок от советского патриота В. Г. Мессинга Герою Советского Союза лётчику Балтики К. Ф. Ковалёву». На этом истребителе Константин Ковалёв сбил 4 вражеских самолёта. Ковалёв и Мессинг подружились и бывали в гостях друг у друга после войны. Второй истребитель был приобретён тоже в 1944 году и проходил службу в авиаполку «Варшава».
В 1943—1944 годах Мессинг проживал в Новосибирске.
Ассистентом в номерах Вольфа Мессинга до своей болезни и смерти была его жена — Аида Михайловна Мессинг-Рапопорт.
С 1961 по 1974 годы ассистентом Мессинга была В. И. Ивановская.
8 ноября 1974 года в 23 часа на 76-м году жизни Вольф Мессинг скончался в больнице после продолжительной болезни ног, которые он повредил во время войны.
Ему провели успешную операцию на бедренных и подвздошных артериях, но по неизвестной причине через пару дней, после отказа почек и отёка лёгких, наступила смерть. Похоронен на Востряковском кладбище в Москве.

## Автобиография и проверка её достоверности
В 1965 году в журнале «Наука и религия» (номера с 7 по 11) были опубликованы «мемуары» Мессинга, фрагменты которых также печатались в «Смене», «Советской России» и ряде других изданий. Попытки проверки наиболее сенсационных заявлений артиста показали их недостоверность.
- Мессинг утверждал, что в 1915 году 16-летним встречался с Альбертом Эйнштейном в его квартире в Вене, где его поразило обилие книг, и провёл телепатический сеанс с Эйнштейном и Фрейдом. Однако доподлинно известно, что у Эйнштейна вообще не было квартиры в Вене, и с 1913 по 1925 годы он Вену не посещал. Кроме того, Эйнштейн всегда держал в своих квартирах лишь несколько справочников и оттиски наиболее важных статей[13].
- Мессинг утверждал, что когда немецкая армия оккупировала Польшу, его голова была оценена в 200 тыс. марок, так как он в одном из театров Варшавы предсказал гибель Гитлера, если он повернёт на восток. Его якобы схватили и посадили в полицейский участок, откуда он якобы сбежал, используя свои сверхъестественные способности. Однако никаких доказательств этих утверждений не известно[10].
- В ходе проверки 857 фондов трофейных документов в Российском государственном военном архиве (фонды архивов Имперской канцелярии, министерств, управлений тайной полиции, управления государственной безопасности, личные фонды нацистских лидеров) не было обнаружено никаких сведений об артисте Вольфе Мессинге. Аналогичный результат дала проверка каталога Берлинской библиотеки. При проверке архивов Правительства Генерал-губернаторства (Польши), Министерства иностранных дел Германии, немецкого посольства в Москве, Канцелярии рейха, министерства рейха по народному просвещению и пропаганде, Немецкого бюро известий, немецкого зарубежного научного института, мест нахождения службы Розенберга, Руководства пропаганды рейха никаких документов о реакции Гитлера по поводу публичных выступлений Мессинга не обнаружено[10].
- В журналах межвоенного периода Польши, писавших на темы тайных знаний, парапсихологии и оккультизма («Обэим», «Подсолнечники», «Мир духа», «Мир сверхчувственный», «Духовные знания», «Свет»), упоминаний о Вольфе Мессинге не обнаружено (в отличие от других гипнотизёров и ясновидцев). В справочнике «Библиография Варшавы. Издания за 1921—1939 гг.» не указано ни одной статьи, посвящённой Мессингу. В книге Юзефа Свитковского «Оккультизм и магия в свете парапсихологии» («Лотос», Львов, 1939 / Краков, 1990) фамилия Мессинг не встречается. В «SonderfahndungsbuchPolen», («Подробная книга Слежки (Наблюдений) в Польше»), изданной криминальной полицией в июне 1940 года, фамилия Мессинг не встречается[10].
- Мессинг якобы встречался в 1940 году в Гомеле со Сталиным, «интересовавшимся положением в Польше, встречами Мессинга с руководителями Речи Посполитой». Подобные встречи со Сталиным якобы проходили и позднее, в том числе и в Москве. Однако какие-либо документы, подтверждающие подобные встречи Сталина с Мессингом, отсутствуют в Центральном архиве ФСБ РФ, архиве ЦК КПСС (ныне — Российский государственный архив социально-политической истории), в Центральном архиве КГБ Республики Беларусь, в Национальном архиве Республики Беларусь, государственных архивах Грузии, партийном архиве Грузии (ныне — архив президента Грузии), в записях лиц, принятых Сталиным в Кремле (опубликованы в журнале «Исторический архив»: 1994, № 6; 1995, № 2-6; 1996,№ 2-6;1997,№ 1), в тетрадях посетителей кабинета Сталина с 1927 по 1953 годы[10].
- Мессинг утверждал, что по просьбе Сталина, загипнотизировав кассира Госбанка, подал ему пустой лист и получил у него же 100 000 рублей. Но в то время порядок выдачи денег в Госбанке был совсем другой: чек подают бухгалтеру, у которого никаких денег нет. Потом этот документ проходит через внутренние каналы банка, тщательно проверяется ревизором (или двумя ревизорами, если сумма велика), далее чек попадает к кассиру, который готовит документы и деньги и уже после всего этого вызывает клиента[10][14].

Мессинг не привёл ни одного свидетельского показания об этих фактах и не соглашался на проведение научного эксперимента по выявлению его телепатических способностей.

### Происхождение легенд
Николай Китаев в своей брошюре «Криминалистический экстрасенс. Вольф Мессинг: правда и вымысел» утверждает, что «мемуары» Мессинга были сфабрикованы известным журналистом-популяризатором, заведующим отделом науки «Комсомольской правды» Михаилом Васильевичем Хвастуновым. То, что книга Мессинга «Я — телепат» на самом деле написана Михаилом Хвастуновым, а также то, что написанное в ней — вымысел, подтвердил популяризатор науки писатель и журналист Владимир Губарев (бывший научный редактор «Комсомольской правды»).
Кроме того, специалист по чтению идеомоторных актов В. С. Матвеев отмечал, что при встрече с ним Мессинг отказался продемонстрировать умение гипноза или какой-либо другой трюк, описанный в мемуарах.
По утверждению психиатра Михаила Буянова, Вольф Мессинг в последние годы жизни обращался к нему за врачебной помощью, страдая многими фобиями.

## Участие в раскрытии преступлений
В публицистике многократно упоминается об участии Мессинга в раскрытии различных преступлений (поимка шпиона, указание во время суда на истинного убийцу и т. п.). Как показало исследование Н. Н. Китаева, почти все подобные истории недостоверны: в архивах участие Мессинга в расследовании дел не указано, и кадровые работники суда и прокуратуры, работавшие в местах предполагаемых событий, единогласно утверждают, что ничего похожего на самом деле не было.
Исключением являются события июня 1974 года в Иркутске. При расследовании дела директора магазина плодовощеторга, обвиняемого в крупном хищении, Мессинг присутствовал на его допросе, и в тот же день уполномоченный ОБХСС ознакомил следователя со «справкой», составленной якобы после беседы с Мессингом. В справке были указаны ранее неизвестные факты, разоблачавшие обвиняемого. Справка была подшита в секретное дело оперативного учёта, сведения были проверены и подтверждены. Однако, как позже выяснилось, таким нестандартным образом следователь легализовал агентурную информацию, не желая раскрывать её истинный источник.

## Память
В кинематографе и на телевидении:
- «Вольф Мессинг: видевший сквозь время» (2009) — многосерийный художественный фильм режиссёров Владимира Краснопольского и Валерия Ускова по сценарию Эдуарда Володарского, основанному на мемуарах Мессинга, в роли Мессинга — Александр Хинкис (в детстве), Роман Гречишкин (в юности), Евгений Князев (в среднем и преклонном возрасте)
- «Сын отца народов» (2013). Как и в фильме 2009 года, в роли Мессинга — Евгений Князев
- «Ученица Мессинга» (2020) — многосерийный художественный фильм, в роли Мессинга — Юрий Беляев

Документальные фильмы и телепередачи:
- «Вольф Мессинг. „Первый советский экстрасенс“» (2005) — фильм телекомпании «Пигмалион» режиссёра Максима Файтельберга, основанный на мемуарах Мессинга
- «Тайны века 36: Вольф Мессинг. „Я вижу мысли людей“» («Первый канал», 2006)[23][24]
- «Я — Вольф Мессинг» («Первый канал», 2009) — художественно-документальный фильм режиссёра Николая Викторова, основанный на мемуарах Мессинга, в роли Мессинга — Евгений Редько[25][26]
- «Вольф Мессинг. „Последний день“» («Звезда», 2016)[27]
- «Загадки века. „Кто Вы, Вольф Мессинг?“» («Звезда», 2018)[28]
- «Секретные материалы. „Провидец Вольф Мессинг“» («Мир», 2019)[29]
- «Вольф Мессинг. „Главный день“» («Звезда», 2021)[30]